# Golfo de Almeria
Vista aérea parcial
O golfo de Almeria é um golfo situado na costa de Almeria que se abre ao mar de Alborán. Está delimitado de oeste a leste pela ponta do Moro e o cabo de Gata. Toma o nome da cidade de Almeria, a mais importante da sua costa.
Destacam as suas prominentes formações rochosas pertencentes às cordilheiras Béticas, que dão lugar a falésias que se alternam com zonas de costa baixa. Parte do seu meio natural está integrado no Parque Natural do Cabo de Gata-Níjar.